# تريفور إيف
تريفور جون إيف (مواليد 1 يوليو 1951) ممثل سينمائي إنجليزي. وهو أب لثلاثة أطفال من بينهم الممثلة أليس إيف.

## روابط خارجية
- [http://www.imdb.com/name/nm263368/ Trevor Eve

] في قاعدة بيانات الأفلام على الإنترنت
- تريفور إيف في BBC Drama Faces